# Célio Borja
Célio de Oliveira Borja GCIH (Rio de Janeiro, 15 de julho de 1928 — Rio de Janeiro, 27 de junho de 2022) foi um advogado, professor, magistrado e político brasileiro. Foi presidente da Câmara dos Deputados, ministro do Supremo Tribunal Federal e ministro da Justiça.

## Formação acadêmica
Filho de Francisco Filinto de Oliveira Borja e Maria Benjamin Borja. Ingressou na Universidade do Estado do Rio de Janeiro (UERJ), formando-se bacharel em direito no ano de 1951. No meio acadêmico, integrou-se à Ação Católica Brasileira e foi membro da Juventude Universitária Católica. Partidariamente integrou os quadros da UDN e foi eleito vice-presidente da União Nacional dos Estudantes na chapa de Genival Guimarães em 1948 e permaneceu nesse posto durante um ano, até renunciar em protesto às tentativas de engajamento da UNE junto à União Internacional dos Estudantes de Praga, entidade simpática ao comunismo. Dedicou-se também ao magistério, lecionando, dentre outros locais, na Universidade Candido Mendes. Em 1953, concluiu o curso de administração e relações públicas na Fundação Getulio Vargas, no Rio de Janeiro, sendo contratado a seguir pela Light. Tornou-se doutor em direito pela Universidade do Estado do Rio de Janeiro em 1957 foi professor do Instituto Rio Branco, órgão do Ministério das Relações Exteriores.

## Carreira
Nomeado assessor do governo Juscelino Kubitschek em 1959, trabalhou com o Ministro da Justiça Adroaldo Mesquita da Costa e após deixar o cargo atendeu ao convite de Aliomar Baleeiro para ingressar na política. Eleito suplente de deputado estadual pela UDN em 1962, foi convocado a exercer o mandato após a nomeação de Raimundo de Brito para a Secretaria de Saúde no governo Carlos Lacerda, que fez de Borja líder do governo na Assembleia Legislativa. Em julho de 1964, assumiu como Secretário de Governo e, interinamente, Secretário de Fazenda.
Após a deposição do presidente João Goulart pelos militares em 31 de março de 1964 houve uma progressiva separação entre Borja e Lacerda a ponto de o primeiro ser um dos poucos auxiliares do referido político a ingressar na ARENA, partido de sustentação do governo dos militares, sigla pela qual obteve uma suplência de deputado federal em 1966. No ano seguinte foi consultor da Organização das Nações Unidas para a Educação, a Ciência e a Cultura (UNESCO) e dirigiu a Carteira de Habitação e Hipotecas da Caixa Econômica Federal da Guanabara, cargo que deixou após a criação da Caixa Econômica Federal em 1969.
Eleito deputado federal pela Guanabara em 1970 e 1974, passou a representar o Rio de Janeiro a partir de 15 de março de 1975 por força de lei sancionada no governo Ernesto Geisel, chegando ao posto de líder da bancada arenista em março de 1974 e de presidente da Câmara dos Deputados em fevereiro de 1975, no biênio 1975/1977. Tinha sido cotado por Geisel para o Ministério da Justiça, mas não foi escolhido pelo temor que logo propusesse uma abertura política. Quase não foi escolhido também para presidente da Câmara por causa de um manifesto contra Castello Branco que, segundo o SNI, teria assinado.
A 20 de Dezembro de 1977 foi agraciado com a Grã-Cruz da Ordem do Infante D. Henrique de Portugal.
Reeleito em 1978, ingressou dois anos depois no PDS e disputou um mandato de senador em 1982, mas foi derrotado por Saturnino Braga (PDT) e com isso, regressou à iniciativa privada.
Retomou a vida pública como filiado ao PFL, partido esse que ajudou a fundar, e presidente do diretório fluminense até ser nomeado assessor especial do presidente José Sarney por um ano até ser indicado ministro do Supremo Tribunal Federal por decreto de 7 de abril de 1986, no lugar de Cordeiro Guerra, do qual tomou posse do cargo no dia 17 do mesmo mês e ano. Eleito presidente do STF, exercendo o cargo de 21 de maio de 1991 a 1º de abril de 1992. Aposentado deste último cargo por decreto de 31 de março de 1992, assumiu o Ministério da Justiça naquele mesmo ano a convite do presidente Fernando Collor, em 2 de abril, e uma vez no cargo acompanhou todo o processo que resultou no impeachment do presidente. Deixou o cargo em outubro de 1992, com a posse de Itamar Franco e retornou ao magistério e à advocacia.
Participou ativamente do Rotary Club do Rio de Janeiro como seu associado representativo.  
Era genro do também político e jurista Benedito Augusto Carvalho dos Santos.
Morreu em 27 de junho de 2022, aos 93 anos de idade, devido a uma pneumonia bacteriana.